# اینگبوری نوبری
اینجبورگ نایبرگ (انگلیسی: Ingeborg Nyberg؛ زادهٔ ۱۳ اکتبر ۱۹۴۰) هنرپیشه، و خواننده اهل سوئد است.